# Francisco Maura y Montaner
Francisco Maura y Montaner (Palma, 1857-Irún, 1931) fue un pintor español.

## Biografía

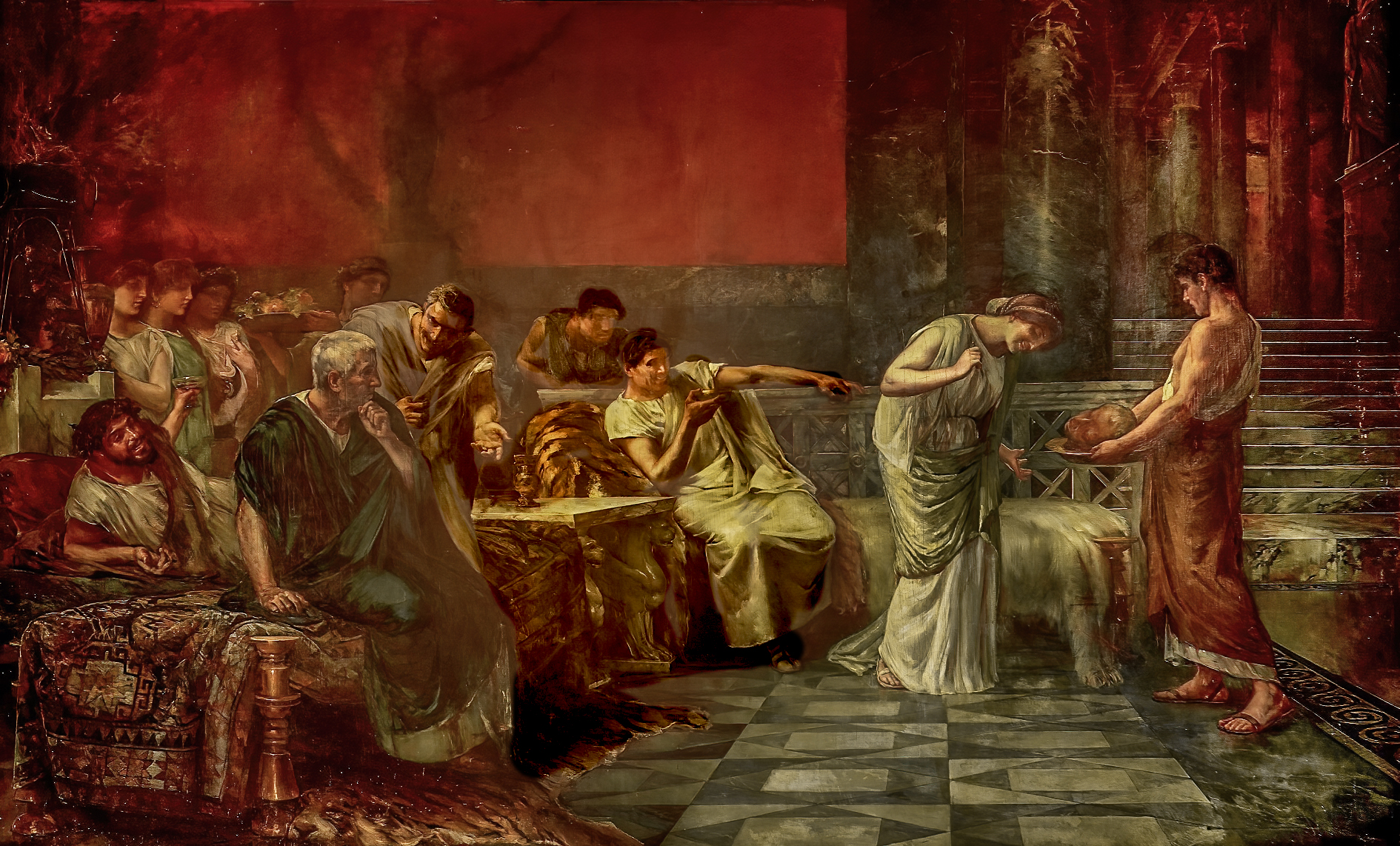
La venganza de Fulvia (Museo del Prado)

Nacido en 1857 en Palma de Mallorca, en las islas Baleares, hacia 1908 residía en Madrid. Maura, que asistió a clases en la Academia de San Fernando, se haría con una pensión para estudiar en Roma, a donde marchó para continuar su formación. Entre sus obras destacó La venganza de Fulvia (década de 1880). También pintó otros cuadros como Ismael en el desierto (1879); La casta Susana (1880); Sin labor (1886) o un paisaje de Mallorca (1903). Falleció en 1931 en Irún.
Fue hermano del político Antonio Maura, varias veces presidente del Consejo de Ministros, y del también pintor Bartolomé Maura.